# Morświn
Morświn (Phocoena) – rodzaj wodnych ssaków z rodziny morświnowatych (Phocoenidae).

## Rozmieszczenie geograficzne
Rodzaj obejmuje gatunki występujące we wszystkich oceanach świata.

## Morfologia
Długość ciała 152–224 cm; masa ciała 30–115 kg.

## Systematyka
Rodzaj zdefiniował w 1816 roku francuski przyrodnik Georges Cuvier w publikacji swojego autorstwa zatytułowanej Królestwo zwierząt podzielone według budowy: jako podstawa do historii naturalnej zwierząt i wprowadzenie do anatomii porównawczej. Gatunkiem typowym jest (oznaczenie monotypowe) morświn zwyczajny (P. phocoena).

### Etymologia
- Phocoena (Phocena, Phocaena, Phaoecana): gr. φωκαινα phocaina ‘morświn’[14].
- Acanthodelphis: gr. ακανθα akantha ‘kolec, cierń’, od ακη akē ‘punkt’; δελφις delphis, δελφινος delphinos ‘delfin’[15]. Gatunek typowy (oznaczenie monotypowe): Phocoena spinipinnis Burmeister, 1865.
- Australophocoena: łac. australis ‘południowy’, od auster, austri ‘południe’; rodzaj Phocoena G. Cuvier, 1817[8]. Gatunek typowy (oryginalne oznaczenie): Phocoena dioptrica Lahille, 1912.

### Podział systematyczny
Do rodzaju należą następujące gatunki:
| Grafika | Gatunek              | Autor i rok opisu             | Nazwa zwyczajowa      | Podgatunki         | Rozmieszczenie geograficzne | Podstawowe wymiary           | Status IUCN |
| ------- | -------------------- | ----------------------------- | --------------------- | ------------------ | --- | ---------------------------- | ----------- |
|         | Phocoena phocoena    | (Linnaeus, 1758)              | morświn zwyczajny     | 3 podgatunki       | wody przybrzeżne północnego Oceanu Atlantyckiego i północnego Oceanu Spokojnego, odizolowane populacje w Morzu Czarnym, Azowskim i Marmara (zabłąkane osobniki spotykane niekiedy w Morzu Egejskim)                                          | DC: 130–200 cm MC: 45–75 kg  | LC          |
|         | Phocoena dioptrica   | Lahille, 1912                 | morświn okularowy     | gatunek monotypowy | okołobiegunowy i w dużej mierze oceaniczny na półkuli południowej (od południa do 64°34′ szerokości geograficznej południowej), we wschodniej Ameryce Południowej od północy do południowej Brazylii                                         | DC: 150–225 cm MC: 50–115 kg | LC          |
|         | Phocoena spinipinnis | Burmeister, 1865              | morświn czarny        | gatunek monotypowy | wody przybrzeżne Ameryki Południowej, od północnego Peru (5° szerokości geograficznej południowej) na południe do przylądka Horn, wzdłuż wybrzeża Oceanu Atlantyckiego do południowej Brazylii (28°50′ szerokości geograficznej południowej) | DC: 150–200 cm MC: 50–105 kg | NT          |
|         | Phocoena sinus       | K.S. Norris & McFarland, 1958 | morświn kalifornijski | gatunek monotypowy | endemit Meksyku (północna część Zatoki Kalifornijskiej; gatunek ten ma najmniejszy znany zasięg występowania wśród morskich waleni) | DC: 120–150 cm MC: 30–48 kg  | CR          |

Kategorie IUCN:  LC  – gatunek najmniejszej troski,  NT  – gatunek bliski zagrożenia,  CR  – gatunek krytycznie zagrożony. 